# Фундаментальные теоремы экономики благосостояния
Существует три фундаментальных теоремы экономики благосостояния. Первая теорема гласит, что рынок будет стремиться к конкурентному равновесию, которое слабо Парето-оптимально, в том случае, когда рынок характеризуется следующими тремя свойствами :
1. Рынки совершенны и отсутствуют трансакционные издержки, а следовательно каждый агент обладает совершенной информацией.
2. Ценообразование, свободное от монополий, а также легкий вход к рынку и выход из него.
Кроме того, первая теорема утверждает, что равновесие будет полностью Парето-оптимальным при дополнительном условии:
3. Локальной ненасыщаемости предпочтений таким образом, что для любой исходной потребительской корзины существует другая произвольно с ней близкая потребительская корзина, которой предпочитают исходную.
Вторая теорема гласит, что вполне можно достичь один из всех возможных Парето-оптимальных конечных результатов посредством перераспределения богатства через паушальные трансферы, в последующем позволив рынку принять это состояние.
Третья теорема (также называемая теоремой Эрроу) направлена на определении общественного благосостояния. Она выявляет, возможно ли достижение подлинных интересов общества относительно распределения (к примеру богатства/доходов) при заданных предпочтениях потребителей. Она утверждает, что не существует такого равновесия общественного благосостояния по Эрроу, которое соответствует условию оптимальности Парето.
Четыре положения теоремы Эрроу :
1. Универсальность: функция должна всегда удовлетворяться вне зависимости от предпочтений людей.
2. Соответствие с принципом Парето.
3. Независимость: Предпочтения отдельных лиц должны быть независимыми друг от друга.
4. Отсутствие абсолютной власти над потребителями относительно их предпочтений.